# Макуха, Владимир Алексеевич
Владимир Алексеевич Макуха (укр. Володимир Олексійович Макуха; род. 7 июня 1955, Ярославль) — украинский политик и дипломат. Был министром экономики Украины во втором правительстве Януковича.

## Биография
В 1977 году окончил механико-математический факультет МГУ по специальности математик. С сентября 1977 по ноябрь 1980 года инженер Научно-производственного объединения «Энергия» (г. Калининград, Московская область). Окончил аспирантуру Киевского института народного хозяйства (1980—1984), кандидат экономических наук.
С мая 1984 по декабрь 1991 года начальник сектора Украинского филиала Всесоюзного научно-исследовательского института потребительской кооперации. С января 1992 по октябрь 1996 года начальник отдела НИИ социально-экономических проблем г. Киева. Повышая свою квалификацию, участвовал в стажировочных программах Фонда национального форума (г. Вашингтон, США, 1993), Гарвардского университета (США, 1994), Нью-Йоркского университета (США, 1995), Джорджтаунского университета (США, 1996), а также в краткосрочных стажировочных программах в Германии, Швеции, Нидерландах, Испании.
С октября 1996 по февраль 2000 года заместитель начальника управления Национального агентства Украины по развитию и европейской интеграции. С февраля 2000 по июнь 2000 года заместитель начальника управления Министерства экономики Украины.
С июня 2000 по октябрь 2003 года — первый секретарь, советник по экономическим вопросам Посольства Украины в США. С октября 2003 по июль 2004 года — начальник управления экономического сотрудничества Министерства иностранных дел Украины. С июля 2004 по май 2006 года — заместитель министра иностранных дел. Куратор экономического департамента, 5-го территориального управления (Ближний Восток и Африка), позже департамента развития дипломатической службы и валютно-финансового департамента. Чрезвычайный и Полномочный посланник 1-го класса (5 января 2005).
С 10 мая по 18 августа 2006 года — Чрезвычайный и Полномочный Посол Украины в Японии.
С 4 августа 2006 по 21 марта 2007 года — министр экономики Украины. Член Совета национальной безопасности и обороны Украины (сентябрь 2006 — февраль 2007). 20 июня 2007 года назначен на должность заместителя министра топлива и энергетики Украины. Государственный служащий 1-го ранга (24 октября 2007).
Автор нескольких десятков научных работ по вопросам международной экономики, иностранных инвестиций, муниципального развития.
Женат. Имеет двух сыновей.